# Melaspilea granitophila
Melaspilea granitophila är en lavart som först beskrevs av Theodor 'Thore' Magnus Fries, och fick sitt nu gällande namn av Coppins. Melaspilea granitophila ingår i släktet Melaspilea och familjen Melaspileaceae.  Arten är reproducerande i Sverige. Inga underarter finns listade i Catalogue of Life.